# Plataforma P-52
A plataforma semi-submersível de extração e produção de petróleo P-52 de propriedade da empresa brasileira Petrobras, foi construída em Singapura e finalizada no Brasil. Iniciou sua produção em 2007 no Campo de Roncador, onde substituiu a plataforma P-36, perdida após seu naufrágio em 2001.

## Construção
A P-52 foi construída pelo estaleiro Keppel Fels, em Cingapura, e foi integrada aos módulos de processamento de gás, produção de energia elétrica e conveses, no estaleiro Brasfels, em Angra dos Reis. A unidade teve seu custo final em US$ 1,1 bilhão, cerca de US$ 126,6 milhões a mais do que o contrato inicial previa, por conta de aumento dos custos de equipamentos e alguns serviços no decorrer da obra. Em função do atraso, a unidade também entrou em produção depois do tempo previsto e planejado, causando mais prejuízos. A previsão inicial era de que o óleo da P-52 começasse a ser produzido no primeiro semestre de 2007.  O atraso foi uma das causas que impediram a Petrobrás de atingir sua meta média de produção diária de petróleo no País naquele ano, que era  de 1,9 milhão de barris diários.
O projeto da plataforma é compartilhado com as plataformas P-51 e P-56, todas de propriedade da Petrobras.

## Produção
Em 2007 a P-52 entrou em funcionamento, substituindo a plataforma P-36, que afundou na Bacia de Campos. Ela era a maior plataforma de produção de petróleo no mundo antes de seu afundamento em Março de 2001. O campo de Roncador está localizado a 125 quilômetros da costa do Rio de Janeiro. Foi a primeira a ser construída sob encomenda da Petrobrás no primeiro governo Lula, dentro das novas regras de nacionalização do conteúdo. Projetada para produzir 180 mil barris de petróleo por dia. Ela está interligada  a 18 poços produtores e 11 injetores de água.